# Чемпионат России по женской борьбе
Чемпионат России по женской борьбе — ежегодные соревнования по вольной борьбе среди женщин за звание чемпионки России.
| Год  | Наименование                            | Дата                | Место проведения |
| ---- | --------------------------------------- | ------------------- | ---------------- |
| 2006 | Чемпионат России по женской борьбе 2006 |                     | Казань           |
| 2007 | Чемпионат России по женской борьбе 2007 |                     | Пермь            |
| 2008 | Чемпионат России по женской борьбе 2008 | 10—13 июня          | Улан-Удэ         |
| 2009 | Чемпионат России по женской борьбе 2009 | 12—14 июня          | Ставрополь       |
| 2010 | Чемпионат России по женской борьбе 2010 | 12—13 июня          | Пермь            |
| 2011 | Чемпионат России по женской борьбе 2011 | 20—22 мая           | Улан-Удэ         |
| 2012 | Чемпионат России по женской борьбе 2012 | 30 марта — 2 апреля | Орехово-Зуево    |
| 2013 | Чемпионат России по женской борьбе 2013 | 8—9 июня            | Санкт-Петербург  |
| 2014 | Чемпионат России по женской борьбе 2014 | 29—31 мая           | Новочебоксарск   |
| 2015 | Чемпионат России по женской борьбе 2015 | 24—26 апреля        | Кемерово         |
| 2016 | Чемпионат России по женской борьбе 2016 | 9—12 июня           | Санкт-Петербург  |
| 2017 | Чемпионат России по женской борьбе 2017 | 8—11 июня           | Каспийск         |
| 2018 | Чемпионат России по женской борьбе 2018 | 11—15 августа       | Смоленск         |
| 2019 | Чемпионат России по женской борьбе 2019 | 14—18 марта         | Улан-Удэ         |
| 2020 | Чемпионат России по женской борьбе 2020 | 26—27 сентября      | Казань           |
| 2021 | Чемпионат России по женской борьбе 2021 | 11—12 мая           | Улан-Удэ         |
| 2022 | Чемпионат России по женской борьбе 2022 | 3—4 июня            | Наро-Фоминск     |
| 2023 | Чемпионат России по женской борьбе 2023 | 13—19 июня          | Каспийск         |
| 2024 | Чемпионат России по женской борьбе 2024 | 30 апреля — 3 мая   | Москва           |
| 2025 | Чемпионат России по женской борьбе 2025 | 27—28 июня          | Москва           |
| 2026 | Чемпионат России по женской борьбе 2026 |                     |                  |